# Affaire Jaccoud

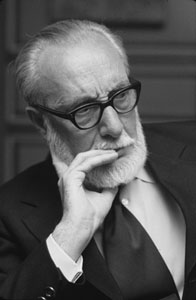
Pierre Jaccoud.

Pour les articles homonymes, voir Jaccoud.
 (janvier 2021).
Si vous disposez d'ouvrages ou d'articles de référence ou si vous connaissez des sites web de qualité traitant du thème abordé ici, merci de compléter l'article en donnant les références utiles à sa vérifiabilité et en les liant à la section « Notes et références ».
L'affaire Jaccoud est une affaire criminelle qui s'est déroulée à Genève entre 1958 et 1960. Pierre Jaccoud fut condamné pour le meurtre de Charles Zumbach.

## Meurtre
Le 1er mai 1958, Charles Zumbach, vendeur de machines agricoles de 62 ans, est assassiné à Plan-les-Ouates. Il est presque 23 heures lorsque son épouse rentre à la maison après une soirée à l’ouvroir de la commune. Elle entend quatre coups de feu et des appels à l'aide. Se précipitant dans la maison, elle se trouve face à un individu armé. Affolée, elle ressort de la maison en appelant au secours, tandis que l’inconnu la poursuit et lui tire dessus à deux reprises, l’atteignant une fois à l’omoplate. Alors qu’elle s’effondre au fond de son jardin, le malfaiteur retourne dans la maison et ressort quelques instants plus tard. Il enfourche un vélo qui était posé contre la haie proche du portail et s’enfuit dans la nuit.
Mme Zumbach et le voisin accouru à son secours n’ont pu distinguer les traits du fugitif, mais ils ont tous deux entendu que la bicyclette faisait un curieux bruit « de vitesse qui lâche » tandis qu’elle disparaissait dans la nuit. En revenant dans la maison, ils ne peuvent que constater que Charles Zumbach a perdu la vie dans la chambre de travail du cadet des fils, le corps percé de quatre balles et de quatre coups de couteau. La pièce est totalement en désordre ce qui fait penser que le défunt s’est âprement défendu.
Police et justice se rendent sur place et Mme Zumbach est conduite à l’hôpital. Le fils cadet du couple, André Zumbach, revient à ce moment de son travail à la Radio suisse romande et apprend quel drame vient de se produire dans son bureau.

## Qui aurait pu en vouloir à Charles Zumbach?
Tard dans la nuit, le fils interrogé par le chef de la police et le juge d’instruction lâche une accusation qui va déclencher la plus grosse affaire criminelle de la Genève d’après-guerre. Il raconte avoir eu une relation éphémère avec Linda Baud, une collègue de la radio, et que cette dernière venait de mettre fin à une relation de huit années avec une figure genevoise très connue : le bâtonnier Pierre Jaccoud, de seize ans son aîné. Dans la nuit de l'assassinat, André Zumbach a reçu deux appels téléphoniques sur son lieu de travail à la Radio suisse romande. Son interlocuteur inconnu n'a pas parlé. Il suspecte cet anonyme d'avoir voulu s'assurer qu'il ne se trouvait pas lui-même dans la maison de ses parents.
Devant le sursaut d’indignation des enquêteurs face à cette accusation, le fils Zumbach produit des lettres anonymes dont il est certain qu’elles ont été écrites par Jaccoud. Ce dernier lui a d’ailleurs parlé à plusieurs reprises et semblait obnubilé par le lien existant entre le fils Zumbach et son ex-maîtresse. C’est peut-être pour récupérer ces missives et des photos de Linda nue que Pierre Jaccoud serait venu à Plan-les-Ouates.

## Enquête
L'enquête commence, et police et justice peinent à prendre le risque de salir un homme connu dans la République.
La première idée tourne autour d’un gaillard peu clair qui louait son garage à Charles Zumbach et qui y avait entreposé du matériel ressemblant fort à celui d’un cambrioleur. Cela sera d’ailleurs avéré et l’homme sera arrêté avec une équipe de complices pour toute une série de cambriolages. Mais son nom sera rapidement écarté de la liste des suspects pour le meurtre : s’il avait été l’agresseur, Mme Zumbach l’aurait facilement reconnu. Le voisin affirme que le fugitif aperçu dans la nuit n’avait ni la stature, ni la démarche du petit voyou en question.
A cette époque, le parti radical auquel appartient Jaccoud « fait la pluie et le beau temps » à Genève[réf. nécessaire]. Jaccoud est considéré comme un « faiseur de rois », peu de nominations sont prononcées dans l’administration ou dans la justice sans qu’il ait son mot à dire. Politicien depuis l’avant-guerre, député, membre de nombreux conseils d’administration, Pierre Jaccoud est surtout un avocat de prestige, un homme cultivé et un fin musicien.
La possibilité que cet homme si brillant se soit compromis dans un meurtre violent en raison d’une jalousie amoureuse paraît inconcevable à beaucoup. Genève se divise très vite. La vie privée de l’avocat est jetée en pâture ; son ancienne maîtresse devient la femme qui cristallise toute l’amertume de ceux qui savaient très bien que Jaccoud avait une relation adultérine, mais qui l’estiment incapable d’avoir commis l’acte qu’on lui reproche.
L’enquête suit pourtant son cours et d’autres éléments sont mis au jour. Finalement, la police perquisitionne l'appartement de Jaccoud, en voyage d'affaires à Stockholm comme vice-président de la chambre de commerce de Genève. Des pièces à conviction étonnantes sont trouvées : une gabardine tachée de sang, un poignard marocain à lame recourbée, des habits comportant des taches de sang, un pistolet qui correspond au calibre des balles retrouvées dans le corps de Zumbach, et aussi un vélo dont la première vitesse ne fonctionne pas. 
Finalement, le 17 juin 1958, le juge Moriaud ordonne l'arrestation du célèbre plaideur. S’ensuit une véritable tempête médiatique à Genève. Tandis que Pierre Jaccoud est hospitalisé dans un état dépressif profond, commence une longue instruction.
Le 2 novembre 1959, le renvoi de Pierre Jaccoud devant la cour d'assises est prononcé. Il devra y répondre d’assassinat sur la personne de Charles Zumbach et de tentative d’assassinat sur celle de son épouse.

## Procès
Le 18 janvier 1960, le procès s'ouvre devant la cour d'assises de Genève dans une ambiance jamais connue auparavant. Une centaine de journalistes sont accrédités, deux cents témoins ont été convoqués et la foule se presse sur les marches du Palais de justice. Pierre Jaccoud est défendu par Me Albert Dupont-Willemin, Me Raymond Nicolet et Me René Floriot. Ce dernier, venu de Paris pour défendre son ami Jaccoud, sera une des attractions de ce procès. La famille Zumbach, partie-civile au procès, est défendue par Me Yves Maitre. Le procès est présidé par le juge Édouard Barde et l’accusation est dirigée par Charles Cornu, procureur général depuis les années trente et qui vit, ici, son dernier procès d’Assises.
Le 4 février 1960, après 2 heures et 38 minutes de réflexion, le jury déclare Pierre Jaccoud, 55 ans, coupable de meurtre sur la personne de Charles Zumbach et de tentative de meurtre sur la personne de Marie Zumbach. Il est condamné à sept ans de réclusion.

## Accusation
La police scientifique en est à ses tout débuts en 1960. L'accusation se base sur un nombre important d'éléments circonstanciels et de pièces à conviction, mais aucune preuve formelle. Ces éléments font que le procès est une longue suite de convictions, d'expertises et de contre-expertises, sans conclusions absolues.
- Il y a des traces de sang sur un manteau et sur un couteau marocain. Mais Jaccoud et la victime ont le même groupe sanguin ;
- On trouve sur le couteau des cellules de foie frais. Mais celles-ci pourraient être d'origine animale ;
- Un costume a été taché de sang (et envoyé au nettoyage qui a fixé les taches), avec des déchirures faites par un objet tranchant à la hauteur d'une poche ;
- Le vélo de Jaccoud est également taché de sang et la première vitesse défectueuse ;
- Jaccoud possédait deux pistolets, un sera retrouvé mais ce n'est pas l'arme du crime ;
- On a trouvé sur la route près de la maison des Zumbach un bouton avec des fils. Le bouton et les fils sont semblables à ceux d'un manteau de Jaccoud auquel il manque précisément un bouton et retrouvé dans un carton destiné aux vêtements usagés pour la Croix-Rouge ;
- Après avoir longuement nié, Jaccoud a admis avoir dicté et envoyé les lettres anonymes ;
- De même, Jaccoud a pris les photos de Linda vers la fin de leur relation (en la menaçant avec une arme) ;
- Jaccoud a eu occasionnellement des comportements déconcertants et violents avec Linda Baud.

## Contexte
Pierre Jaccoud a fait appel pour sa défense à l’avocat français René Floriot et des contre-expertises sont demandées en France. Alors que Genève connaît un rayonnement international dans les années 1950, on n’apprécie pas que la France s’immisce dans une affaire locale. De ce fait, les avocats et experts français auxquels fait appel Pierre Jaccoud vont susciter un profond sentiment antifrançais. La Tribune de Genève critique la façon dont les chroniqueurs hexagonaux couvrent l’affaire. Particulièrement visé, Paris Match crie à l’atteinte intolérable aux traditions de confraternité ». Pour la presse parisienne, l'affaire est symbolique de la mentalité suisse du « compromis ». Selon elle, Jaccoud est victime de la morale calviniste des Genevois.

## Controverse
Cette affaire a suscité bien des commentaires. C'est « un des dossiers les plus troublants, les plus énigmatiques qui aient jamais défrayé la chronique judiciaire de [la Suisse] ».
Selon Hans Martin Sutermeister, qui a étudié le procès, il s'agit d'une pure erreur judiciaire, liée aux erreurs des expertises légales. Le médecin bernois a longtemps tenté de critiquer les criminologues qui ont participé au procès, entre autres Pierre Hegg.
Selon l'avocat Horace Mastronardi (de), l'affaire Jaccoud était « la plus grande erreur judiciaire de l'après-guerre ».

## Suite du procès
Pierre Jaccoud commence par purger sa peine en hôpital psychiatrique, puis rejoindra en juin 1962 le pénitencier fribourgeois de Bellechasse pour la fin de sa détention. Il est libéré conditionnellement le 30 mars 1963 et commence dès 1964 à réclamer la révision de son procès.
Cette révision n’aura jamais lieu, mais usera, jusqu’en 1980, une grande quantité d’instances, de juges et d’avocats. C’est Pierre Jaccoud lui-même qui, le 4 mars 1980, baissera les bras en retirant sa demande après avoir prononcé une phrase restée dans les annales : « Messieurs les juges, si vous aviez des lettres, et je sais que vous n’en avez pas, je vous citerais le Neveu de Rameau, de Diderot : De Socrate qui a bu la ciguë ou des juges qui ont ordonné qu’il la boive, qui, au regard de l’histoire, est déshonoré ? Je retire mon recours ». On doit le rappel de cette phrase à son dernier avocat, Me Marc Bonnant.
Pierre Jaccoud est décédé le 4 juillet 1996.

## Autre piste évoquée après le procès
Charles Zumbach était propriétaire d'un commerce de machines agricoles à Plan-les-Ouates. Son magasin aurait servi de quartier général à une bande internationale de criminels et de trafiquants d'armes, conduite par un ancien de la Légion étrangère qui se faisait appeler « Reymond ».

### Filmographie
- Christian-Jaque, La Seconde Vérité, 1966.
- Dans la série Fernsehpitaval -- Die Aktfotos sous la direction de Wolfgang Luderers, 1974.